# Libron
Der Libron ist ein südfranzösischer Küstenfluss im Département Hérault in der Region Okzitanien. Er entspringt unter dem Namen Sauvanés im Gemeindegebiet von Roquessels, entwässert generell in südöstlicher Richtung und mündet nach rund 44 Kilometer im Ortsgebiet von Vias in das Mittelmeer.

## Orte am Fluss
(Reihenfolge in Fließrichtung)
- Laurens
- Magalas
- Lieuran-lès-Béziers
- Boujan-sur-Libron
- Vias

## Hydrologie
In seinem Mündungsabschnitt südwestlich von Vias quert der Libron den Schifffahrtskanal Canal du Midi auf nahezu gleichem Niveau. Aufgrund seiner extremen Wasserführung bei Schlechtwetter stellte er ein großes Risiko für die Schifffahrt dar und musste daher durch den Hochwasserdurchlass des Libron entschärft werden.

## Sehenswürdigkeiten
Die im 19. Jahrhundert errichteten Sperrtore des Libron am Canal du Midi sind als Monument historique anerkannt.

## Weinbaugebiet
Entlang des Flusses zieht sich das Weinbaugebiet Coteaux du Libron mit insgesamt 17 Gemeinden.